# SSL-1300

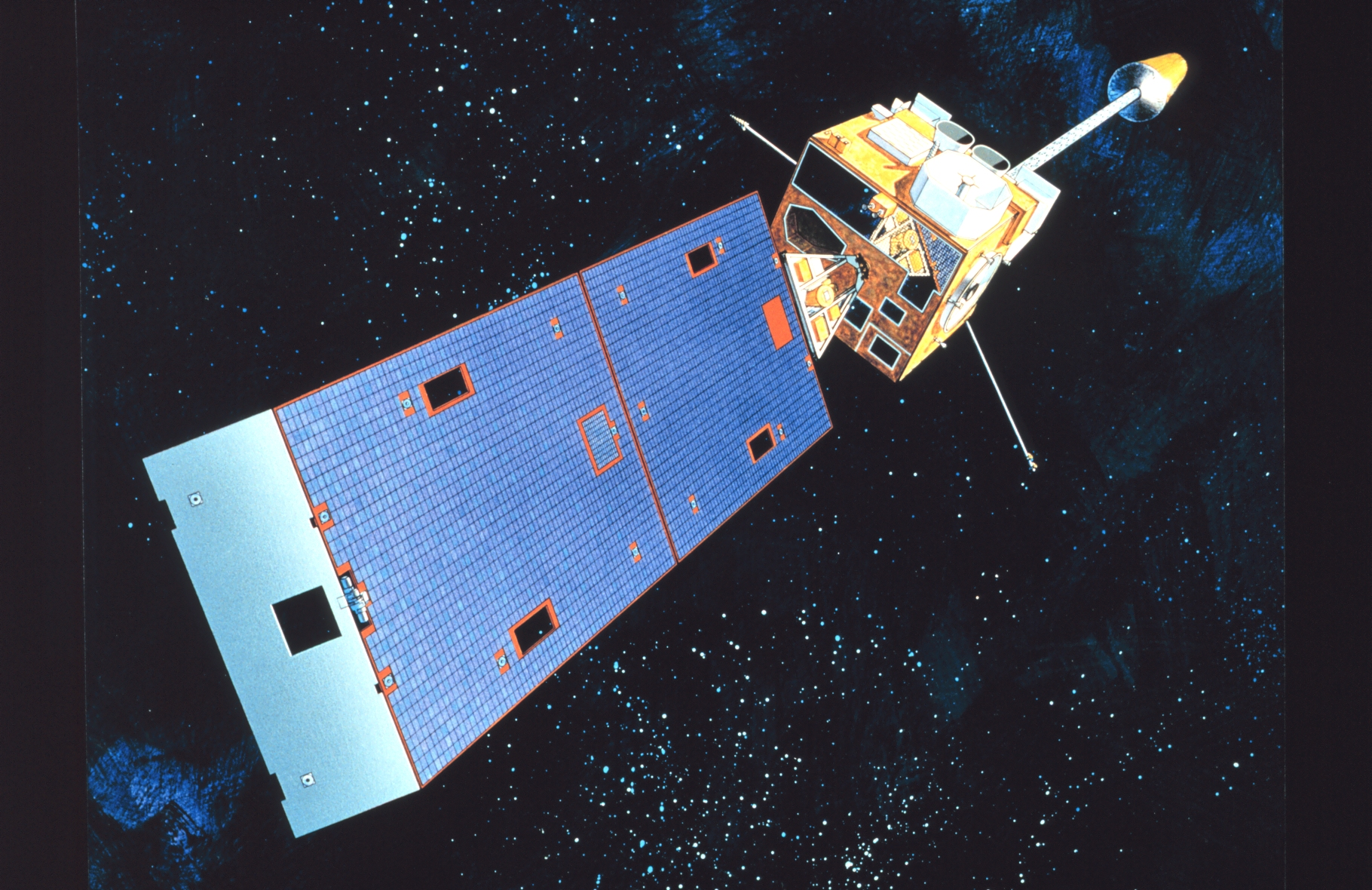
Impressão artística dos satélites da série GOES-8 a 12 construídos sobre a plataforma LS-1300 também usada no satélite Optus, entre muitos outros.

SSL-1300, anteriormente FS-1300 e LS-1300, é a designação de uma plataforma de satélite produzida pela Space Systems/Loral. A potência total de transmissão, varia de 5 a 25 kW, e pode acomodar de 12 a 150 transponders.[carece de fontes?]
A SSL-1300, é uma plataforma modular e a Loral não usa mais designações diferentes para versões, tais como:  1300E, 1300HL, 1300S, 1300X.
Disponível desde o final dos anos 80, a FS-1300 sofreu múltiplas revisões ao longo do tempo, sempre mantendo a sua popularidade como plataforma para satélites de comunicação.
Em setembro 2015 a Space Systems/Loral anunciou que já havia entregue 100 satélites baseados na plataforma SSL-1300. Atualmente existe mais satélites SSL-1300 prestando serviço em órbita do que qualquer outro modelo de satélite de comunicações.
Os primeiros modelos (FS), forneciam 5.000 RF watts de potência de transmissão, pesavam 5.500 kg, e necessitavam de uma coifa de 4 m de diâmetro para acoplar ao foguete.[carece de fontes?]
Os modelos (LS) dobraram essas especificações, com aproximadamente 10,000 RF watts de potência de transmissão, peso de 6.700 kg, e uma coifa de 5 m de diâmetro para lançamento.

## Satélites
Algumas famílias de satélites que usam a plataforma SSL-1300:
- Galaxy
- EchoStar
- DirecTV
- Intelsat
- GOES (8-12)
- StarOne C2